# Italian Records
Italian Records, anciennement Harpo's Music ou Harpo's Bazaar, est un label discographique italien, situé à Bologne.

## Histoire

### Période Harpo's Music
En 1977, Cialdo Capelli et Oderso Rubini, après s'être rencontrés pendant le cours de musique électronique du Maestro Gianfelice Fugazza au Conservatoire Giovanni Battista Martini de Bologne, décident de créer un petit studio d'enregistrement. Pour filmer la conférence de 1977 contre la répression, Capelli et un groupe de ses colocataires, étudiants au DAMS, louent une camionnette à l'effigie du célèbre humoriste américain Harpo Marx. C'est à ce moment-là que tous deux, avec les étudiantes de Gianni Celati, Anna Persiani et Lella Leporati, décident de créer une coopérative qui s'occuperait de musique, de cinéma et de graphisme. C'est ainsi que naît le nom Harpo's Bazaar et ses dérivés Harpo's Music et Harpo's Studio, avec lesquels le groupe travaillera les années suivantes. Au départ, Bazaar se consacre principalement à l'audiovisuel et parmi les premières publications audio figurent deux cassettes sur les derniers jours de Radio Alice, publiées sous le label Humpty Dumpty.
Avec l'aide de Gianni Gitti, après une première période où la coopérative travaillait pour le compte de tiers, grâce aussi à l'effervescence qui animait Bologne dans ces années-là, les premières productions de Harpo's Bazaar voient le jour, avec des artistes comme Confusional Quartet, Windopen, Gaznevada, Luti Chroma, Sorella Maldestra. Avec la cassette Inascoltable des Skiantos, Harpo's Bazaar perce dans la scène milanaise (Kaos Rock, Kandeggina Gang du centre social S. Marta) et avec Gianni Sassi des Cramps. La coopérative Harpo's Bazaar organise alors le Bologna Rock, un événement qui, en avril 1979, rassemble 6 000 personnes avec des groupes musicaux alors totalement inconnus tels que : Bieki, Luti Chroma, Naphta, Cheaters, Rusk und brusk, Skiantos, Confusional Jazz rock Quartet, Windopen, Andy J. Forest, Metalvox, Gaznevada,.

### Évolution en Italian Records
Immédiatement après le Bologna Rock, Oderso Rubini fonde Italian Records, qui s'inspire explicitement du label britannique Rough Trade. L'introduction du label assiste à la sortie de 5 LP, 4 singles et quelques clips qui n'ont jamais été distribués. Le premier album de Gaznevada se vend à 5 000 exemplaires et la presse parle d'un « phénomène montant en dehors de l'axe Milan-Rome ». Toutes les énergies économiques dérivées du contrat avec Ricordi sont consacrées à Gaznevada.
Après sa création, la coopérative prend diverses initiatives : participation au transport pour John Cage, organisation, en collaboration avec la municipalité de Bologne, de plusieurs initiatives et festivals tels qu'Electra 1 avec Bauhaus, Chrome, DNA, The Lounge Lizards et Magazzini Criminali, et, parallèlement à ces activités, Italian Records reprend plusieurs labels internationaux pour l'Italie. Rapidement, la trajectoire du label change considérablement. Une approche orientée vers la dance et un adoucissement croissant des sons proposés s'installent. Ricordi change d'orientation et Italian Records passe à EMI, qui joue un rôle déterminant dans les décisions qui suivent. Oderso Rubini quitte le label et Bologne pour s'installer à Milan, et Italian Records intensifie progressivement sa distribution de labels indépendants internationaux.
En 2013, le label sort la compilation Italian Records-The Singles 7" Collection (1980-1984) qui comprend, comme son titre l'indique, des morceaux issus de la période 1980-1984,.

## Discographie notable
- 1977 : Skiantos - Inascoltable (Harpo's Music)
- 1978 : Luti Chroma - Luti Chroma (Harpo's Music)
- 1978 : Skiantos - MONO tono (Harpo's Music)
- 1979 : Windopen - Wind Open Rock! (Harpo's Music)
- 1979 : Naphta - Naphta (Harpo's Music)
- 1979 : Gaznevada - Gaznevada (Harpo's Music)
- 1979 : Sorella Maldestra - Cadavere (Harpo's Music)
- 1979 : Various - Bologna Rock (Harpo's Music)
- 1980 : Andy J.Forest and the Stumblers - The List (LP, Italian Records)
- 1980 : Confusional Quartet - Confusional Quartet (LP, Italian Records)
- 1980 : Art Fleury - I luoghi del potere (LP, Italian Records)
- 1980 : Gaznevada - Sick Soundtrac (LP, Italian Records)
- 1980 : Skiantos - Inascoltable (LP, Italian Records)
- 1980 : Magazzini Criminali - Crollo Nervoso (LP, Italian Records)
- 1981 : Band Aid - Due
- 1981 : Confusional Quartet - Confusional Quartet (mini-cassette, Italian Records)
- 1982 : Pâle - Blue Agents (LP, Italian Records)
- 1982 : Neon - Tapes of Darkness (LP, Italian Records)
- 1982 : Véronique Chalot - À l'entrée du temps clair (Harpo's Music)
- 1983 : Gaznevada - Psicopatico Party (LP, Italian Records)
- 1983 : Band-Aid - A Tour in Italy (LP, Italian Records)
- 1983 : Hi-Fi Bros - The Line (LP, Italian Records)
- 1985 : Soul Boy - Baby Blue (LP, Italian Records)
- 1985 : Baby Blue - Try and See (LP, Italian Records)
- 2013 : Various - Italian Records-The Singles 7" Collection (1980-1984)